# Hålklotspindel
Hålklotspindel (Theridion familiare) är en spindelart som beskrevs av O. Pickard-Cambridge 1871. Hålklotspindel ingår i släktet Theridion och familjen klotspindlar. Enligt den svenska rödlistan är arten nära hotad i Sverige. Arten förekommer i Götaland och Öland. Artens livsmiljö är stadsmiljö, våtmarker, skogslandskap. Inga underarter finns listade i Catalogue of Life.